# Выселок Фрушинский
Выселок Фрушинский — нежилая деревня в Шенкурском районе Архангельской области. Входит в состав муниципального образования «Никольское».

## География
Деревня расположена в южной части Архангельской области, в таёжной зоне, в 8 километрах на запад от города Шенкурска, на левом берегу реки Марека, притока реки Вага. Ближайшие населённые пункты: на севере деревня Шульгинский Выселок, на востоке деревни Шульгинская и Водопоевская. Через деревню проходит автомобильная дорога федерального значения М8 «Холмогоры».
Часовой пояс
Выселок Фрушинский, как и вся Архангельская область, находится в часовой зоне МСК (московское время). Смещение применяемого времени относительно UTC составляет +3:00.

## Население
| 2002 | 2010 | 2012 |
| ---- | ---- | ---- |
| 6    | ↘1   | ↘0   |

## История
В «Списке населенных мест Архангельской губернии к 1905 году» выселок У Новоселовъ (изъ дер. Фрушинской высел.) насчитывает 3 двора, 12 мужчин и 15 женщин. В административном отношении деревня входила в состав Федоровского сельского общества Великониколаевской волости.
На 1 мая 1922 года в поселении 7 дворов, 15 мужчин и 15 женщин.